# Kvist (bygningsdel)
 For alternative betydninger, se Kvist. (Se også artikler, som begynder med Kvist)
En kvist også kaldet et kvistvindueer en tagkonstruktion på et tag med hældning, som er forsynet med et selvstændigt tag, vindue eller luge.